# Jodspiritus
Jodspiritus, i daglig tale bare jod, er en opløsning af jod i alkohol, og bruges primært til desinfektion.
| Lægevidenskab | Spire Denne artikel om lægevidenskab er en spire som bør udbygges. Du er velkommen til at hjælpe Wikipedia ved at udvide den. |